# 회순왕후
회순왕후 소씨(懷純王后 蘇氏, 생몰년 미상)는 고려의 제14대 왕 헌종의 왕후로 추정되는 인물이다.

## 생애
본관은 진주이며, 아버지는 소계령이다. 소계령은 자신의 딸이 헌종의 왕비로 책봉되면서 진산부원군(晋山府院君)에 책봉되었다.
그러나 이러한 사실은 현재 진주 소씨 문중의 홈페이지 및 커뮤니티 외에는 나타나지 않으며, 정작 정사 《고려사》에는 그녀에 대한 기록이 전혀 없다. 따라서 그녀의 자세한 생애나 생몰년, 능지는 물론 실재 여부조차도 확인이 불가능하다.

## 가족 관계
- 아버지 : 소계령(蘇繼笭, 생몰년 미상)
  - 남편 : 제14대 헌종(獻宗, 1084~1097, 재위:1094~1095)